# Abde Ezzalzouli
Abdessamad Ezzalzouli, noto anche come Abde Ezzalzouli o con lo pseudonimo Ez Abde (in arabo عبد الصمد الزلزولي‎?; Béni Mellal, 17 dicembre 2001), è un calciatore marocchino, attaccante del Betis e della nazionale marocchina.

## Carriera

### Club
Cresciuto nel settore giovanile dell'Hércules, debutta in prima squadra il 1º dicembre 2019 in occasione dell'incontro di Segunda División B pareggiato 0-0 contro l'Olot.
Il 31 agosto 2021 viene acquistato dal Barcellona. Esordisce con i blaugrana il 30 ottobre 2021 in occasione del pareggio per 1-1 contro l'Alavés.
Il 1º settembre 2022, Ezzalzouli rinnova il proprio contratto con i blaugrana sino al 2026, e contestualmente viene ceduto in prestito all'Osasuna, squadra con cui risulta decisivo nei quarti di finale di Copa del Rey contro il Siviglia, realizzando il gol della vittoria ai supplementari.
Segna una rete in finale di conference league contro il Chelsea con la maglia del Real Betis nel 2025.

### Nazionale
Nel 2020 ha esordito nella nazionale marocchina Under-20.
Nel marzo 2022 viene convocato la prima volta dal Marocco, per disputare i playoff di qualificazione alla Coppa del Mondo, ma senza esordire.
Esordisce il 23 settembre 2022, nell'amichevole vinta 2-0 contro il Cile.
Nel novembre del 2022, è stato convocato dal CT Walid Regragui per disputare la fase finale dei Mondiali in Qatar, in cui ha registrato tre presenze, tutte da subentrato, con il Marocco capace di concludere il torneo al quarto posto. In seguito al risultato storico ottenuto, nel dicembre successivo Ezzalzouli e il resto della rosa marocchina sono stati insigniti dell'Ordine del Trono durante un ricevimento al Palazzo Reale di Rabat.
Il 12 ottobre 2024 realizza il suo primo gol per il Marocco nel successo per 5-0 contro la Rep. Centrafricana.

## Statistiche

### Presenze e reti nei club
Statistiche aggiornate all'8 maggio 2025.
| Stagione          | Squadra           | Campionato        | Campionato | Campionato | Coppe nazionali | Coppe nazionali | Coppe nazionali | Coppe continentali | Coppe continentali | Coppe continentali | Altre coppe | Altre coppe | Altre coppe | Totale | Totale |
| Stagione          | Squadra           | Comp              | Pres       | Reti       | Comp            | Pres            | Reti            | Comp               | Pres               | Reti               | Comp        | Pres        | Reti        | Pres   | Reti   |
| ----------------- | ----------------- | ----------------- | ---------- | ---------- | --------------- | --------------- | --------------- | ------------------ | ------------------ | ------------------ | ----------- | ----------- | ----------- | ------ | ------ |
| 2019-2020         | Hércules B        | TD                | 17         | 5          | -               | -               | -               | -                  | -                  | -                  | -           | -           | -           | 17     | 5      |
| 2020-2021         | Hércules B        | TD                | 8          | 0          | -               | -               | -               | -                  | -                  | -                  | -           | -           | -           | 8      | 0      |
| Totale Hércules B | Totale Hércules B | Totale Hércules B | 25         | 5          |                 | -               | -               |                    | -                  | -                  |             | -           | -           | 25     | 5      |
| 2019-2020         | Hércules          | SDB               | 4          | 0          | CR              | 1               | 0               | -                  | -                  | -                  | -           | -           | -           | 5      | 0      |
| 2020-2021         | Hércules          | SDB               | 17         | 2          | CR              | 0               | 0               | -                  | -                  | -                  | -           | -           | -           | 17     | 2      |
| Totale Hércules   | Totale Hércules   | Totale Hércules   | 21         | 2          |                 | 1               | 0               |                    | -                  | -                  |             | -           | -           | 22     | 2      |
| 2021-2022         | Barcellona B      | PDR               | 21         | 3          | -               | -               | -               | -                  | -                  | -                  | -           | -           | -           | 21     | 3      |
| 2021-2022         | Barcellona        | PD                | 10         | 1          | CR              | 1               | 0               | UCL+UEL            | 0                  | 0                  | SS          | 1           | 0           | 12     | 1      |
| 2022-2023         | Osasuna           | PD                | 28         | 4          | CR              | 6               | 2               |                    | -                  | -                  |             | -           | -           | 34     | 6      |
| ago. 2023         | Barcellona        | PD                | 2          | 0          | CR              | 0               | 0               | UCL                | -                  | -                  | -           | -           | -           | 2      | 0      |
| Totale Barcellona | Totale Barcellona | Totale Barcellona | 12         | 1          |                 | 1               | 0               |                    | 0                  | 0                  |             | 1           | 0           | 14     | 1      |
| ago. 2023-2024    | Betis             | PD                | 26         | 1          | CR              | 2               | 3               | UEL+UECL           | 6+2                | 1+0                | -           | -           | -           | 36     | 5      |
| 2024-2025         | Betis             | PD                | 28         | 2          | CR              | 2               | 1               | UECL               | 15                 | 6                  | -           | -           | -           | 45     | 9      |
| Totale Betis      | Totale Betis      | Totale Betis      | 54         | 3          |                 | 4               | 4               |                    | 23                 | 7                  |             | -           | -           | 81     | 14     |
| Totale carriera   | Totale carriera   | Totale carriera   | 161        | 18         |                 | 12              | 6               |                    | 23                 | 7                  |             | 1           | 0           | 197    | 31     |

### Cronologia presenze e reti in nazionale
| Cronologia completa delle presenze e delle reti in nazionale ― Marocco | Cronologia completa delle presenze e delle reti in nazionale ― Marocco | Cronologia completa delle presenze e delle reti in nazionale ― Marocco | Cronologia completa delle presenze e delle reti in nazionale ― Marocco | Cronologia completa delle presenze e delle reti in nazionale ― Marocco | Cronologia completa delle presenze e delle reti in nazionale ― Marocco | Cronologia completa delle presenze e delle reti in nazionale ― Marocco | Cronologia completa delle presenze e delle reti in nazionale ― Marocco |
| Data                                                                   | Città                                                                  | In casa                                                                | Risultato                                                              | Ospiti                                                                 | Competizione                                                           | Reti                                                                   | Note                                                                   |
| ---------------------------------------------------------------------- | ---------------------------------------------------------------------- | ---------------------------------------------------------------------- | ---------------------------------------------------------------------- | ---------------------------------------------------------------------- | ---------------------------------------------------------------------- | ---------------------------------------------------------------------- | ---------------------------------------------------------------------- |
| 23-9-2022                                                              | Cornellà de Llobregat                                                  | Marocco                                                                | 2 – 0                                                                  | Cile                                                                   | Amichevole                                                             | -                                                                      | 82’ 90+4’                                                              |
| 27-9-2022                                                              | Siviglia                                                               | Paraguay                                                               | 0 – 0                                                                  | Marocco                                                                | Amichevole                                                             | -                                                                      | 76’                                                                    |
| 23-11-2022                                                             | Al Khawr                                                               | Marocco                                                                | 0 – 0                                                                  | Croazia                                                                | Mondiali 2022 - 1º turno                                               | -                                                                      | 65’                                                                    |
| 6-12-2022                                                              | Al Rayyan                                                              | Marocco                                                                | 0 – 0 dts (3 – 0 dtr)                                                  | Spagna                                                                 | Mondiali 2022 - Ottavi di finale                                       | -                                                                      | 66’                                                                    |
| 14-12-2022                                                             | Al Khor                                                                | Francia                                                                | 2 – 0                                                                  | Marocco                                                                | Mondiali 2022 - Semifinale                                             | -                                                                      | 78’                                                                    |
| 25-3-2023                                                              | Tangeri                                                                | Marocco                                                                | 2 – 1                                                                  | Brasile                                                                | Amichevole                                                             | -                                                                      | 77’                                                                    |
| 28-3-2023                                                              | Madrid                                                                 | Marocco                                                                | 0 – 0                                                                  | Perù                                                                   | Amichevole                                                             | -                                                                      | 62’                                                                    |
| 12-9-2023                                                              | Lens                                                                   | Marocco                                                                | 1 – 0                                                                  | Burkina Faso                                                           | Amichevole                                                             | -                                                                      | 81’                                                                    |
| 14-10-2023                                                             | Abidjan                                                                | Costa d'Avorio                                                         | 1 – 1                                                                  | Marocco                                                                | Amichevole                                                             | -                                                                      | 66’                                                                    |
| 17-10-2023                                                             | Agadir                                                                 | Marocco                                                                | 3 – 0                                                                  | Liberia                                                                | Qual. Coppa d'Africa 2023                                              | -                                                                      | 74’                                                                    |
| 21-11-2023                                                             | Dar es Salaam                                                          | Tanzania                                                               | 0 – 2                                                                  | Marocco                                                                | Qual. Mondiali 2026                                                    | -                                                                      | 72’                                                                    |
| 17-1-2024                                                              | San-Pédro                                                              | Marocco                                                                | 3 – 0                                                                  | Tanzania                                                               | Coppa d'Africa 2023 - 1º turno                                         | -                                                                      | 71’                                                                    |
| 21-1-2024                                                              | San-Pédro                                                              | Marocco                                                                | 1 – 1                                                                  | RD del Congo                                                           | Coppa d'Africa 2023 - 1º turno                                         | -                                                                      | 63’                                                                    |
| 24-1-2024                                                              | San-Pédro                                                              | Zambia                                                                 | 0 – 1                                                                  | Marocco                                                                | Coppa d'Africa 2023 - 1º turno                                         | -                                                                      | 68’                                                                    |
| 30-1-2024                                                              | San-Pédro                                                              | Marocco                                                                | 0 – 2                                                                  | Sudafrica                                                              | Coppa d'Africa 2023 - Ottavi di finale                                 | -                                                                      | 69’                                                                    |
| 6-9-2024                                                               | Agadir                                                                 | Marocco                                                                | 4 – 1                                                                  | Gabon                                                                  | Qual. Coppa d'Africa 2025                                              | -                                                                      | 80’                                                                    |
| 9-9-2024                                                               | Agadir                                                                 | Lesotho                                                                | 0 – 1                                                                  | Marocco                                                                | Qual. Coppa d'Africa 2025                                              | -                                                                      | 57’                                                                    |
| 12-10-2024                                                             | Oujda                                                                  | Marocco                                                                | 5 – 0                                                                  | Rep. Centrafricana                                                     | Qual. Coppa d'Africa 2025                                              | 1                                                                      | 76’                                                                    |
| 15-10-2024                                                             | Oujda                                                                  | Rep. Centrafricana                                                     | 0 – 4                                                                  | Marocco                                                                | Qual. Coppa d'Africa 2025                                              | 1                                                                      | 68’                                                                    |
| 15-11-2024                                                             | Franceville                                                            | Gabon                                                                  | 1 – 5                                                                  | Marocco                                                                | Qual. Coppa d'Africa 2025                                              | -                                                                      | 80’                                                                    |
| 21-3-2025                                                              | Oujda                                                                  | Niger                                                                  | 1 – 2                                                                  | Marocco                                                                | Qual. Mondiali 2026                                                    | -                                                                      | 56’                                                                    |
| 25-3-2025                                                              | Oujda                                                                  | Marocco                                                                | 2 – 0                                                                  | Tanzania                                                               | Qual. Mondiali 2026                                                    | -                                                                      | 71’                                                                    |
| Totale                                                                 |                                                                        | Presenze                                                               | 22                                                                     |                                                                        | Reti                                                                   | 2                                                                      |                                                                        |

| Cronologia completa delle presenze e delle reti in nazionale ― Marocco olimpica | Cronologia completa delle presenze e delle reti in nazionale ― Marocco olimpica | Cronologia completa delle presenze e delle reti in nazionale ― Marocco olimpica | Cronologia completa delle presenze e delle reti in nazionale ― Marocco olimpica | Cronologia completa delle presenze e delle reti in nazionale ― Marocco olimpica | Cronologia completa delle presenze e delle reti in nazionale ― Marocco olimpica | Cronologia completa delle presenze e delle reti in nazionale ― Marocco olimpica | Cronologia completa delle presenze e delle reti in nazionale ― Marocco olimpica |
| Data                                                                            | Città                                                                           | In casa                                                                         | Risultato                                                                       | Ospiti                                                                          | Competizione                                                                    | Reti                                                                            | Note                                                                            |
| ------------------------------------------------------------------------------- | ------------------------------------------------------------------------------- | ------------------------------------------------------------------------------- | ------------------------------------------------------------------------------- | ------------------------------------------------------------------------------- | ------------------------------------------------------------------------------- | ------------------------------------------------------------------------------- | ------------------------------------------------------------------------------- |
| 24-7-2024                                                                       | Saint-Etienne                                                                   | Argentina olimpica                                                              | 1 – 2                                                                           | Marocco olimpica                                                                | Olimpiadi 2024 - 1º turno                                                       | -                                                                               | 59’                                                                             |
| 27-7-2024                                                                       | Saint-Etienne                                                                   | Ucraina olimpica                                                                | 2 – 1                                                                           | Marocco olimpica                                                                | Olimpiadi 2024 - 1º turno                                                       | -                                                                               |                                                                                 |
| 30-7-2024                                                                       | Nizza                                                                           | Marocco olimpica                                                                | 3 – 0                                                                           | Iraq olimpica                                                                   | Olimpiadi 2024 - 1º turno                                                       | 1                                                                               |                                                                                 |
| 2-8-2024                                                                        | Parigi                                                                          | Marocco olimpica                                                                | 4 – 0                                                                           | Stati Uniti olimpica                                                            | Olimpiadi 2024 - Quarti di finale                                               | -                                                                               | 73’                                                                             |
| 5-8-2024                                                                        | Marsiglia                                                                       | Marocco olimpica                                                                | 1 – 2                                                                           | Spagna olimpica                                                                 | Olimpiadi 2024 - Semifinale                                                     | -                                                                               |                                                                                 |
| 8-8-2024                                                                        | Nantes                                                                          | Egitto olimpica                                                                 | 0 – 6                                                                           | Marocco olimpica                                                                | Olimpiadi 2024 - Finale 3º posto                                                | 1                                                                               | 77’                                                                             |
| Totale                                                                          |                                                                                 | Presenze                                                                        | 6                                                                               |                                                                                 | Reti                                                                            | 2                                                                               |                                                                                 |

## Palmarès

### Nazionale
- Coppa delle nazioni africane Under-23: 1

Marocco 2023
- Bronzo olimpico: 1

Parigi 2024